# PhoneGap
Adobe PhoneGap es un framework para el desarrollo de aplicaciones móviles producido por Nitobi, y comprado posteriormente por Adobe Systems. Principalmente, PhoneGap permite a los programadores desarrollar aplicaciones para dispositivos móviles utilizando herramientas genéricas tales como JavaScript, HTML5 y CSS3. Las aplicaciones resultantes son híbridas, es decir que no son realmente aplicaciones nativas al dispositivo (ya que el renderizado se realiza mediante vistas web y no con interfaces gráficas específicas de cada sistema), pero no se tratan tampoco de aplicaciones web (teniendo en cuenta que son aplicaciones que son empaquetadas para poder ser desplegadas en el dispositivo incluso trabajando con el API del sistema nativo).
En la tercera versión de PhoneGap se incorpora el uso de una interfaz de comandos a través de consola, una nueva arquitectura de complementos descentralizados y la posibilidad de utilizar un código web unificado para crear múltiples proyectos.
PhoneGap maneja API que permiten tener acceso a elementos como el acelerómetro, la cámara, los contactos en el dispositivo, la red, el almacenamiento, las notificaciones, etc. Estas API se conectan al sistema operativo usando el código nativo del sistema huésped a través de una Interfaz de funciones foráneas en Javascript.
PhoneGap permite el desarrollo ya sea ejecutando las aplicaciones en nuestro navegador web, sin tener que utilizar un simulador dedicado a esta tarea, y brinda la posibilidad de soportar funciones sobre frameworks como Sencha Touch o JQuery Mobile.
PhoneGap es una distribución de Apache Cordova. La aplicación se llamó en un principio "PhoneGap", y posteriormente "Apache Callback". Ambos sistemas tienen funciones casi idénticas, la diferencia principal entre Apache Cordova y Phonegap es que el segundo tiene acceso a servicios de compilación en la nube proporcionados por Adobe Creative Cloud.
Apache Cordova es un software de código abierto y tanto este como PhoneGap pueden ser utilizados libremente en cualquier aplicación sin necesidad de atribución o licencias de ningún tipo.

## Diseño
Este framework permite a los desarrolladores web centrarse en el desarrollo de apps para teléfonos inteligentes de distintas plataformas, teniendo como base un código genérico con herramientas tales como JavaScript, HTML, CSS, y creando una interfaz de funciones foráneas para embeber una vista Web en el dispositivo móvil.